# Tetrastigma nitens
Tetrastigma nitens är en vinväxtart som först beskrevs av F. Müll., och fick sitt nu gällande namn av Planchon. Tetrastigma nitens ingår i släktet Tetrastigma och familjen vinväxter. Inga underarter finns listade i Catalogue of Life.